# 132741 Liliacapocaccia
132741 Liliacapocaccia è un asteroide della fascia principale esterna. Scoperto nel 2002, presenta un'orbita caratterizzata da un semiasse maggiore pari a 3,023811 UA e da un'eccentricità di 0,015685, inclinata di 1,921685° rispetto all'eclittica. Ha un diametro di 5,252 km e un'albedo di 0,037.
È dedicato a Lilia Capocaccia, naturalista ed esperta di rettili.